# Ingeborg Heydorn
Ingeborg Heydorn (* 20. Juli 1930 in Bremen; † 22. Mai 2016 ebenda) war eine deutsche Schauspielerin.

## Biografie
Heydorn stammte aus einer Familie mit drei Kindern, die ihren Vater früh verloren haben. Sie hospitierte zunächst als Kindergärtnerin und meldete sich 1949 auf eine Zeitungsanzeige, mit der eine Darstellerin für eine Nebenrolle in einer Komödie gesucht wurde. So stand sie im Alter von 19 Jahren zum ersten Mal auf der Bühne. Im Jahr 1955 absolvierte sie eine Schauspielausbildung in Hamburg und spielte von da an insbesondere an norddeutschen Bühnen, so etwa in Verden und viele Jahre am Waldau-Theater in Bremen. Eine Spezialität ihrer Bühnenauftritte waren auch Aufführungen in niederdeutscher Sprache. Anfang der 1970er-Jahre folgten erste Fernsehrollen. Bekannt wurde sie als Partnerin von Loriot in Sketchen wie Bettenkauf, Herrenmoden, Eheberatung oder Mutters Klavier. Auch im hohen Alter war sie noch als Schauspielerin und in Vereinen aktiv.
Sie war zweimal verheiratet und lebte nach dem Tod ihres zweiten Ehemannes im Jahr 1999 zuletzt alleine.